# Thomas Kirke
Thomas Kirke (Dieppe, 1603 – Trim, 1642) è stato un navigatore inglese.
Thomas Kirke accompagnò i fratelli Lewis, David, John e James nella spedizione navale contro Québec nel 1628-29. Dopo la resa di Samuel de Champlain nel 1629, Thomas lo portò prigioniero nel quartiere inglese di Tadoussac. Durante il viaggio si trovò di fronte a una nave di soccorso comandata da Emery de Caën, che venne catturata dopo una battaglia serrata. In seguito venne affidato a Thomas l'incarico di governare il commercio delle pellicce a Québec.
Nel 1632 fece ritorno in Inghilterra quando Québec venne restituita alla Francia. Nello stesso anno entrò nella marina militare inglese con il grado di capitano e "vice ammiraglio della flotta inglese". Nel 1635 fu capitano della Sampson, ma l'anno dopo venne trasferito alla Swallow perché accusato di abuso di potere dal suo luogotenente.
Durante la guerra civile inglese servì le forze monarchiche. Nel 1642 fu ucciso durante la presa del castello di Knock nei pressi di Trim in Irlanda.